# Seko Besar
Seko Besar is een bestuurslaag in het regentschap Sarolangun van de provincie Jambi, Indonesië. Seko Besar telt 933 inwoners (volkstelling 2010).